# フィリップ・ピネル

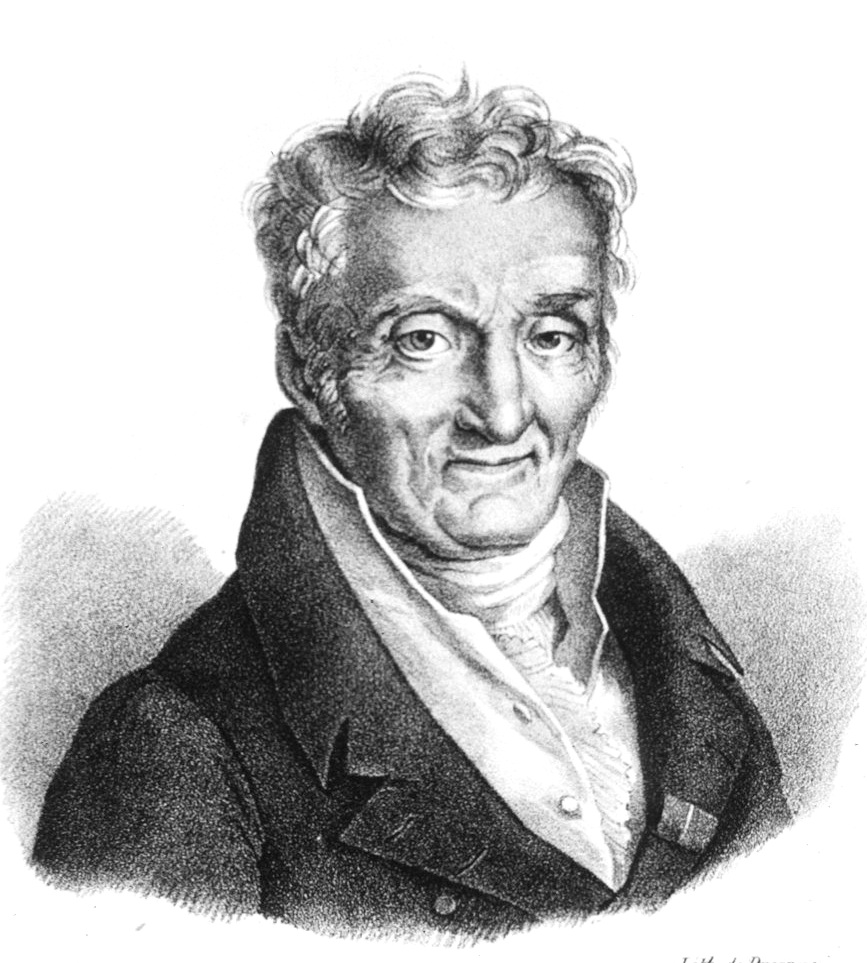
フィリップ・ピネル

フィリップ・ピネル（Philippe Pinel, 1745年4月20日 - 1826年10月25日）は、フランスの医学者、精神科医。百科全書派の影響を受け、心理学を深く研究し、ジャン＝ジャック・ルソーや、当時の英国の心理学的精神科の臨床実績の影響を受けた。「精神病患者を鎖から解き放った初めての医者」として知られている。
ピネルは革命的勢力（「ジロンド派憲法」の起草者だったコンドルセなど）と親交があり、ピネルはフランス革命政府から「精神医療改革」の許可を得て活動していた。現代では、一連の精神医療・医学の改革はピネルと「様々な人々の力の結集」によって行われたものであり、こうした改革が各国の精神保健法の成立に繋がったと考えられている。

## 生涯
1745年南仏タルヌ県母方実家の農場ロックで生まれ，その近くのサンタンドレ(Saint-André)で育った。1767年、トゥルーズ大学で神学の学位を取得。その後トゥルーズ大学医学部に再入学し、1773年に学位取得。1774年モンペリエ大学の医学部で臨床に関わる研究を続けた。1778年、パリへ赴き、市立の中央病院であるHôtel-Dieu de Paris（パリのオテルディウ）のピエール・ジョゼフ・デソー（1744-1795）の許で心理学的解剖学的外科の臨床に関わり、骨格と関節の研究を行う。1784年『ガゼット・デ・サンテ』の編集に参加。ウィリアム・カレンの著作の出版やジョルジオ・バグリヴィの全集の編纂に携わる。骨格研究と外科施術が専門であったが、1785年に親友が急性の精神系疾患になったのをきっかけに、心理学的精神病理学医へ転向する。ジャック・ベロムがパリ郊外に建設した精神病患者の施療院に就職、さらに1792年、当時パリ周辺の精神疾患患者や囚人を一堂に収監していたビセートル病院に職を求めた。その後30年以上にわたって、閉鎖病棟で鎖につながれている精神神経症患者と出会う。1793年1月21日に薬理学教授のルイに閉鎖病棟の改善実施を進言。同8月25日、閉鎖病棟からの精神疾患の患者の開放が実現する。1794年、サルペトリエール病院に移る。1795年5月13日主任医員となり、同病院の閉鎖病棟の改善と同病院のホスピスの開放病棟化等、当時では画期的な改革を行う。1795年にパリ大学の病理学教授に就任。1804年アカデミー・デ・シアンスの会員となる。1826年パリで没。
ピネルの医療は、「心的療法」（traitement　moral)に代表される純粋に人道的な心理学的臨床を重んじる精神理学医療であった。「薬の過剰投与」を廃し、人道的な精神理学療法によって薬物療法の過度依存を戒めた。そして患者の人権を重視し、治験ではなく臨床による心理学的な温かみのある理学療法を重んじ、人道的精神医学の創設者となり、かつ、フランスの人道医療の魁となった。

## 評価

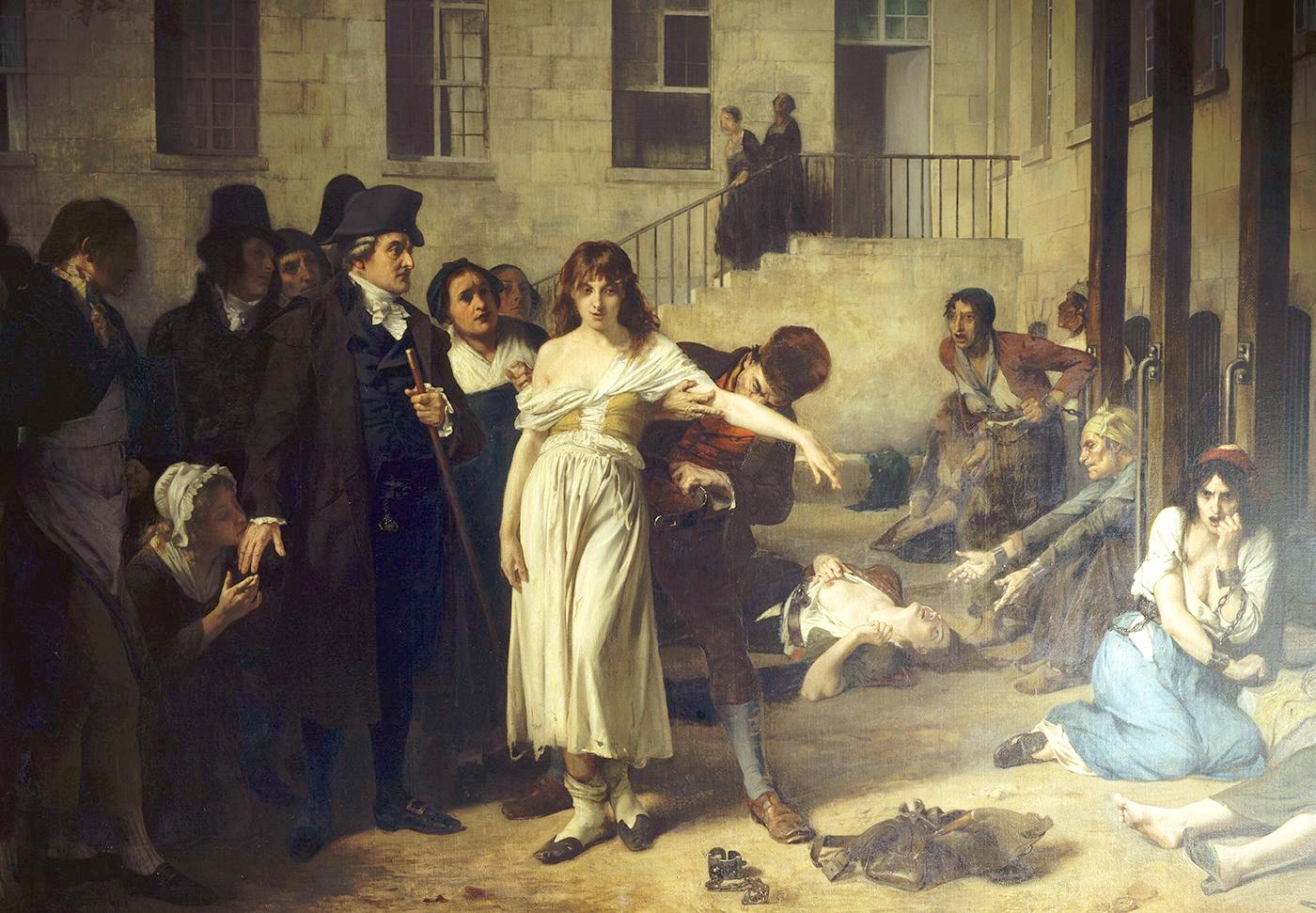
患者を解放するピネル　トニ・ロベール＝フルーリー画

いわゆる「精神病患者を鎖から解き放った」初めての医者として知られている。臨床心理士、人間科学修士である高橋豊によれば、ピネルの活動は「ピネル神話」を生んだと言われている。厳密には、一連の精神医療・医学の改革はピネルと監護人ピュサンの「合作、共同作業とみなすべきであろう」、と精神科医の影山任佐が述べており、高橋もそれに同意している。
人道主義的に精神病者へ自由を与えたピネルは感動をもって語り継がれたが、ピネル自身の記録によると1798年5月23日に「鎖からの解放」を行ったのは、監護人であったピュサンである。ピネル本人が「鎖からの解放」を行ったのはその3年後、転任先であるサルペトリエール救済院だったと高橋は述べている。
革命の「理性の祭典」に連動する形でピュサンと事務官たちが行った「迷信を打破する」ための脱宗教化・世俗化は、多くの精神疾患患者たちから支持され、彼らの「改革」はピネルの弟子たち（エスキロールなど）に継承されて、1838年6月30日の「共和国法」へ繋がった。共和国法は、当時としては画期的な福祉法であり、公的介護の義務、入院制度、患者の人権保護などをも規定していた。後に共和国法は他の国々から模範とされ、現代日本の「精神保健福祉法」にも大きく影響していると高橋は言う。
現代ではピネルは主として医学・看護学の分野で評価されているが、18世紀というフランス激動の時代に医師として生き、その経験を筆記した著書に社会科学的意義を見出す研究者もいる。例えば『精神病に関する医学＝哲学論』（邦訳：中央洋書出版部、1990年）は彼が診察した精神疾患患者の臨床記録であるが、革命期の庶民の生活や精神構造が克明に記録されており、史料的価値も高い。